# Лехель тер (станция метро)
Лехель тер (венг. Lehel tér, Площадь Лехель) — станция Будапештского метрополитена на линии M3 (синей).
Открыта 30 декабря 1981 года в составе участка Деак Ференц тер — Лехель тер. С 1981 по 1984 год и с 4 ноября 2017 года по 29 марта 2019 года была конечной. Названа по одноимённой площади, в свою очередь названной по имени венгерского вождя. С момента постройки до 1990 года носила название Элмункаш тер (Élmunkás tér, Площадь Передовиков).
Линия M3 на участке Деак Ференц тер — Уйпешт-Варошкапу, включающем и Лехель тер, идёт параллельно проспекту Ваци (Váci út), одной из главных магистралей Будапешта, ведущей в северном направлении по левому берегу Дуная.
Станция мелкого заложения, глубина 9 м. На станции одна островная платформа.